# Генцкен, Иза
Иза Генцкен (нем. Isa Genzken; род. 1948, Бад-Ольдесло) — немецкий скульптор.

## Биография
Родилась в небольшом северном немецком городе Бад-Ольдесло, росла в Гамбурге. Она изучала изобразительное искусство и историю искусств вместе с Альмиром Мавинье и Каем Судеком в Колледже изящных искусств в Гамбурге 1969—1971 годах. Также училась в Берлинском университете изящных искусств в 1971—1973 годах. Чтобы оплатить обучение, Иза работала моделью неполный рабочий день. В 1973 году она перешла в Дюссельдорфскую академию искусств, одновременно изучая историю искусств и философию в Кёльнском университете. В академии её сокурсниками были художники Катарина Фрич и Томас Штрут. После окончания обучения в 1977 году Генцкен преподавала скульптуру в академии. Она вышла замуж за немецкого художника Герхарда Рихтера в 1982 году и переехала в Кёльн в 1983 году. Пара рассталась в 1993 году. Художница выиграла Международную художественную премию (International Art Prize, Cultural Donation of SSK Munich) в 2004 и премию Wolfgang-Hahn-Prize Музея Людвига в Кёльне в 2002 году. Генцкен выставляется с 1970-х годов, её работы появлялись на многих международных выставках, включая Документу (1982, 1992 и 2002), Венецианскую Биеннале (1982, 1993, 2003 и 2007), Skulptur Projekte in Münster (1987 и 1997) и Carnegie International (2005).

## Творчество
Хотя Иза Генцкен работает с различными медиа, она наиболее известна своими архитектурными скульптурами, сделанными из разноцветных материалов, включая, например, зеркальные листы, флуоресцентный пластик, бетон и стекло. Художница использует различные изобразительные средства, включая фотографию, кино, видео, графику, живопись, коллажи. Начиная с середины 1970-х, Иза Генцкен расширяет границы скульптуры: разрушая аскетические формы минималистской скульптуры, используя образы массовой культуры. В инсталляции «Нефть» для Венецианской биеннале в 2007 году изображён портрет мира, управляемого жадностью. Начиная со скульптур в духе конкретизма поздних 1980-х и тотемических скульптур конца 90-х до монументальной книги I love New York, Crazy City (2006), её работы часто напоминают архитектурные модели.
Работы Генцкен — это пересмотр истории скульптуры и кривое зеркало, в котором преломляется современное общество. Один из ведущих художников, появившийся на арт-сцене Германии в 80-х годах, Генцкен заметна тем способом, которым она сочетает собственные элементы с обращением к архитектуре, модернизму и истории искусства. Сочетания материалов в её работах примечательны, могут включать, например, головы животных, пластик, окрашенные сосновые шишки, окна самолета и зонтики. Её работы могут быть брутальными с эстетической точки зрения, как, например, в её серии Empire/Vampire (2003—2005), и красивыми, как её New Buildings for Berlin (2001—2004) — маленькие небоскребы из стекла и силикона. Одна из её наиболее известных работ — «Роза» (1993/7), публичная скульптура одинокой розы, сделанная из стали, которая возвышается на восемь метров над музейным районом Лейпцига.